# معبر تينالكوم
معبر تينالكوم (أو تين الكوم) واحد من ثلاث معابر تربط ليبيا (منطقة غات) بالجزائر (منطقة جانت). ظلّ المعبر مغلقاً مدّة أربعة أشهر سنة 2011 من الجانب الجزائري بحجّة «تردي الوضع الأمني في ليبيا». وهو المعبر الذي فرّت منه بعض أفراد عائلة القذافي خلال ثورة 17 فبراير.